# Supercoppa saudita 2020
La Saudi Super Cup 2020, denominata The Berain Saudi Super Cup per ragioni di sponsorizzazione, è stata la 7ª edizione della competizione; si è disputata il 30 gennaio 2021 al Stadio internazionale Re Fahd di Riad. La sfida si è tenuta tra l'Al-Hilal, vincitrice della Lega saudita professionistica 2019-2020 e detentrice della Coppa del Re dei Campioni 2019-2020, e l'Al-Nassr, qualificato come finalista della coppa nazionale.
L'Al-Nassr ha vinto per la seconda volta consecutiva la competizione.

## Tabellino
| Arbitro: | Daniele Orsato |

|  |           |                                         |
|  | Marcatori | Petros 61’ Hamdallah 82’ Al-Najei 90+2’ |

| Al-Hilal | Al-Nassr |

|                 |    |                    |     |     |
|                 |    |                    |     |     |
| P               | 1  | Abdullah Al-Mayouf |     |     |
| D               | 2  | Mohammed Al-Breik  |     | 84’ |
| D               | 20 | Jang Hyun-soo      |     |     |
| D               | 70 | Mohammed Jahfali   |     | 74’ |
| D               | 12 | Yasir Al-Shahrani  |     |     |
| C               | 29 | Salem Al-Dossari   | 64’ |     |
| C               | 7  | Salman Al-Faraj    |     | 26’ |
| C               | 10 | Vietto             | 67’ |     |
| C               | 6  | Gustavo Cuéllar    |     |     |
| A               | 18 | Bafétimbi Gomis    |     |     |
| A               | 9  | Sebastian Giovinco |     | 46’ |
| A disposizione: |    |                    |     |     |
| P               | 31 | Habib Al-Wotayan   |     |     |
| D               | 22 | Amiri Kurdi        |     |     |
| D               | 23 | Madallah Al-Olayan |     |     |
| C               | 8  | Abdullah Otayf     |     |     |
| C               | 16 | Nasser Al-Dossari  |     | 84’ |
| C               | 19 | André Carrillo     |     | 46’ |
| C               | 28 | Mohamed Kanno      |     | 26’ |
| C               | 55 | Hamad Al-Abdan     |     |     |
| A               | 11 | Saleh Al-Shehri    |     | 74’ |
| Allenatore:     |    |                    |     |     |
| Răzvan Lucescu  |    |                    |     |     |

|                 |    |                         |       |       |
|                 |    |                         |       |       |
| P               | 1  | Brad Jones              |       |       |
| D               | 2  | Sultan Al-Ghanam        |       |       |
| D               | 5  | Abdulelah Al-Amri       |       |       |
| D               | 3  | Abdullah Madu           |       |       |
| D               | 27 | Osama Al-Khalaf         |       | 64’   |
| C               | 6  | Petros                  | 52’   |       |
| C               | 19 | Ali Al-Hassan           |       |       |
| C               | 11 | Nordin Amrabat          | 75’   | 80’   |
| C               | 8  | Abdulmajeed Al-Sulayhem | 90+3’ |       |
| C               | 24 | Khalid Al-Ghannam       | 64’   | 64’   |
| A               | 70 | Raed Al-Ghamdi          |       | 63’   |
| A disposizione: |    |                         |       |       |
| P               | 33 | Waleed Abdullah         |       |       |
| D               | 50 | Abdulaziz Al-Alawi      |       |       |
| D               | 78 | Ali Lajami              |       | 64’   |
| C               | 10 | Gonzalo Martínez        |       | 63’   |
| C               | 14 | Sami Al-Najei           | 80’   | 90+3’ |
| C               | 17 | Abdullah Al-Khaibari    |       | 90+3’ |
| C               | 23 | Ayman Yahya             |       |       |
| A               | 9  | Abderrazak Hamdallah    | 64’   | 84’   |
| A               | 42 | Firas Al-Buraikan       |       |       |
| Allenatore:     |    |                         |       |       |
| Alen Horvat     |    |                         |       |       |